# Long, Long, Long
Long, Long, Long (englisch für ‚Lang, lang, lang‘) ist ein Lied der britischen Rockband The Beatles aus dem Jahr 1968. Es erschien auf dem Doppelalbum The Beatles (auch als ‚Weißes Album‘ bekannt). Komponiert wurde der Titel von George Harrison.

## Hintergrund
Oberflächlich betrachtet scheint Long, Long, Long ein Liebeslied zu sein, tatsächlich beschreibt der Text jedoch Harrisons Freude darüber, Gott gefunden zu haben. Musikalisch ließ sich Harrison von Bob Dylans Lied Sad Eyed Lady of the Lowlands inspirieren, das jener 1966 auf seinem Album Blonde on Blonde veröffentlichte.
Das Lied endet ungewöhnlich: Während der Aufnahmen begann eine zufällig auf einem Leslie-Lautsprecher-Kabinett abgestellte Weinflasche der Marke Blue Nun zu vibrieren. Die Vibrationsgeräusche wurden separat aufgenommen und mit einem Trommelwirbel und einem hochfrequenten Schrei Harrisons unterlegt. Die Klangcollage wurde als Ende des Liedes genutzt.

## Aufnahme
Das Lied wurde 1968 in drei Tagen in den Abbey Road Studios in London aufgenommen. Produzent war George Martin, assistiert von Ken Scott. Am 7. Oktober 1968 nahmen die Beatles 67 Takes des Liedes auf. George Harrison sang und spielte dazu Gitarre, Paul McCartney spielte die Hammondorgel, Ringo Starr spielte Schlagzeug. John Lennon war an der kompletten Produktion nicht beteiligt. Am 8. Oktober 1968 fügten Harrison und McCartney der Aufnahme weiteren Gesang und den Bass hinzu. Am 9. Oktober 1968 wurden die Aufnahmen mit Backgroundgesang und Klavier (gespielt von Chris Thomas) vollendet.
Es wurde eine Monoabmischung und eine Stereoabmischung hergestellt. Bei der Monoversion variiert die Abmischung der Rhythmus- und Leadgitarre im Vergleich zur gängigen Stereoversion.

## Veröffentlichungen
- Long, Long, Long erschien am 22. November 1968 auf dem Weißen Album, in den USA erschien das Album drei Tage später, am 25. November. Es ist das letzte Lied der dritten Seite und markiert einen Ruhepol zwischen dem lauten Lied Helter Skelter und dem politischen Rocksong Revolution. Als Single wurde das Lied nie veröffentlicht.
- Am 9. November 2018 erschien die 50-jährige Jubiläumsausgabe des neu abgemischten Albums The Beatles (Super Deluxe Box) von Giles Martin und Sam Okell, auf dieser befindet sich eine bisher unveröffentlichte Version (Take 4) von Long, Long, Long.